# ماریا اوگریکا
ماریا اوگریکا (سیریلیک صربی: Марија Угрица) (متولد ۲۷ ژوئیه ۱۹۹۵ در بلگراد، صربستان) یک خواننده پاپ است که با اجرای زنده قوی و کاورهای موسیقی یوتیوب شناخته شده است. او جوایز متعددی را برای آهنگ‌ها و اجراهای خود در داخل و خارج از صربستان به دست آورده است. ماریا در بلگراد، صربستان به دنیا آمد. او با پدر و مادر و برادر بزرگترش در بلگراد زندگی می‌کند.

## آهنگ‌شناسی
| سال  | تک آهنگ            | سازنده(ها)                                                   | یادداشت‌ها |
| ---- | ------------------ | ------------------------------------------------------------ | --- |
| ۲۰۰۵ | جغرافیا            | مرکز فرهنگی Dečji Beograd (DKCB) - مرکز فرهنگی کودکان بلگراد | ورود به فینال ملی صربستان برای مسابقات جوان ترانهٔ یورو ویژن ۲۰۰۵مسابقه آهنگ یوروویژن ۲۰۰۵                      |
| ۲۰۰۷ | شب شب              | فیلیپ تراژانوفسکی                                            | FeDemus 2007                                                                                                   |
| ۲۰۰۸ | نوبو puno zvezda   | ماریا اوگریکا                                                | ورود و برنده فیدیموس ۲۰۰۸                                                                                      |
| ۲۰۰۸ | استینا ج           | ماریا اوگریکا، ماتیجا میهایلوویچ                             | دوت با متیجا میخائیلوویچ، شرکت در فینال ملی صربستان برای مسابقات آهنگ یورو ویژن ۲۰۰۸مسابقات آهنگ یوروویژن ۲۰۰۸ |
| ۲۰۰۸ | بهترین چیز         | ماریا اوگریکا، لزار ووجانیچ، دوشیکا اریچ                     | اولین نسخه FeDemus 2009. آهنگ                                                                                  |
| ۲۰۰۹ | بیا از اینجا       | ماریا اوگریکا                                                | ورود به فینال ملی صربستان برای مسابقه آهنگ یوروویژن جوان ۲۰۰۹                                                  |
| ۲۰۰۹ | Ljubav opet dobija | ماریا اوگریکا                                                | نسخه نهایی و ورودی برای FeDemus 2009.                                                                          |
| ۲۰۱۰ | همه چیز در ذهنم    | ماریا اوگریکا، لزار ووجانیچ                                  | ورود به FeDemus 2010.                                                                                          |
| ۲۰۱۱ | بدون تو اسماها     | ماریا اوگریکا، لزار ووجانیچ                                  | ناشنوا |
| ۲۰۱۱ | من از اینجا نمی‌برم | ماریا اوگریکا                                                | دوت؛ کار موقت FeDemus 2011.                                                                                    |
| ۲۰۱۲ | بدون تو اسماها     | ماریا اوگریکا، لزار ووجانیچ                                  | تک تک رسمی |
| ۲۰۱۲ | نوین دان           | ماریا اوگریکا                                                | قانون فاصلاتی FeDemus 2012.                                                                                    |
| ۲۰۱۳ | استانی             | ماریا اوگریکا، لزار ووجانیچ                                  | واحد رسمی، متنافس بالقوه بیوسونگ ۲۰۱۳ (فائنل ملی صربستان برای مسابقات آهنگ یوروویژن ۲۰۱۳)                      |
| ۲۰۱۴ | Zauvek bi trajalo  | لزار ووجانیچ                                                 | تک تک رسمی |
| ۲۰۱۶ | سلاویج             | ماریا اوگریکا، لزار ووجانیچ                                  | تک آهنگ رسمی، به زودی                                                                                          |